# Anders Trollér
Anders Trollér, född 14 september 1864 i Trollenäs socken, Malmöhus län, död 30 september 1953 i Malmö, var en svensk läroverksadjunkt och präst.
Trollér var son till postiljonen Rasmus Andersson och Gertrud Persson. Efter studentexamen i Helsingborg 1883 blev han filosofie kandidat vid Lunds universitet 1888 samt avlade teoretisk-teologisk examen 1893, praktisk-teologisk examen 1894 och prästvigdes samma år. Han var extra lärare i Ängelholm 1895–1902, läroverksadjunkt vid högre allmänna läroverket i Karlskrona 1902 och vid realskolan i Malmö 1903–30. Han var fängelse- och lasarettspredikant i Ängelholm 1895–1902 och ledamot av stadsfullmäktige där 1900–02.